# The Blind Side
 (mars 2018).
Si vous disposez d'ouvrages ou d'articles de référence ou si vous connaissez des sites web de qualité traitant du thème abordé ici, merci de compléter l'article en donnant les références utiles à sa vérifiabilité et en les liant à la section « Notes et références ».
Pour plus de détails, voir Fiche technique et Distribution.
The Blind Side, ou L'Éveil d'un champion au Québec, est un film américain écrit et réalisé par John Lee Hancock, sorti en 2009.
Ce film est fondé sur le livre The Blind Side: Evolution of a Game de Michael Lewis publié en 2006. Le film s'inspire de l'histoire de Michael Oher, un joueur de football américain qui a joué plusieurs années en NFL. Il suit Oher à travers son éducation pauvre, ses années à la Wingate Christian School, son adoption par Sean et Leigh Anne Tuohy, et son opportunité d'être recruté par une équipe universitaire.
En août 2023, Oher intente une action en justice contre la famille Tuohy, affirmant qu'il n'a jamais été adopté par eux et que sa représentation dans le film est principalement fictive.
Pour sa performance, Sandra Bullock a gagné plusieurs prix dont l'Oscar de la meilleure actrice et le Golden Globe de la meilleure actrice dans un film dramatique. Le film a aussi reçu une nomination pour l'Oscar du meilleur film.

## Synopsis
Plongé dans l'univers du football américain au Tennessee, Michael Oher, un jeune noir américain pratiquement illettré trouve sa voie grâce à l'amour de sa famille adoptive et à son talent pour le football.
Michael Oher ne sait pas ce qu'avoir une famille veut dire, les rues et la banlieue de Memphis sont les seules choses que cet adolescent de 16 ans connaît vraiment. Demeurant dans un quartier aisé, la famille de Leigh Anne Tuohy ignore tout de ce genre de vie, mais lorsque leurs chemins se croisent, Michael devine qu'il a peut-être trouvé un foyer. Leigh Anne contactera ensuite un professeur particulier pour lui et au bout de 6 mois de travail acharné, il décrochera haut la main son diplôme. Cette rencontre bouleversera leurs vies et il sera considéré comme le troisième enfant de la famille malgré la couleur de sa peau et son origine pauvre. Ce film inspiré d'une histoire vraie raconte leur rencontre, la transformation de Michael en vedette de football américain et son apport à chacun des membres de cette famille qui est devenue pleinement la sienne.

## Controverse sur le scénario et les droits du film
En août 2023 Michael Oher lance une action en justice contre Leigh Ann et Sean Tuohy, les accusant de ne l'avoir en fait jamais adopté, mais bien de l'avoir piégé, en lui faisant signer un document faisant d'eux ses tuteurs, afin de pouvoir signer des contrats en son nom. Il les accuse d'avoir signé le contrat du film, qui les a payés eux et leurs deux enfants des redevances importantes, alors que lui n'a rien reçu. Dans sa plainte il demande à la cour de mettre fin au tutorat, de leur interdire d'utiliser son nom et son image, de lui restituer tout l'argent qu'ils ont gagné en son nom, en plus de dommages pour le préjudice causé.

## Fiche technique
- Tous publics
- Titre original : The Blind Side
- Réalisation : John Lee Hancock
- Scénario : John Lee Hancock, d'après le livre de Michael Lewis
- Photographie : Alar Kivilo
- Musique : Carter Burwell
- Montage : Mark Livolsi
- Producteurs : Broderick Johnson, Andrew Kosove et Gil Netter
- Société de production : Alcon Entertainment
- Société de distribution : Warner Bros.
- Budget : 29 000 000 $
- Pays de production :  États-Unis
- Langue originale : anglais
- Format : couleur (Technicolor) — 35 mm — 1,85:1 — son DTS / Dolby Digital / SDDS
- Genre : drame biographique
- Dates de sortie : 
  - États-Unis : 20 novembre 2009
  - France : 2 juin 2010 (DVD)
- Classification :
  - États-Unis : PG-13

## Distribution
Légende doublage : VF = Version française et VQ = Version québécoise
- Quinton Aaron (VF : Diouc Koma ; VQ : Thiéry Dubé) : Michael « Big Mike » Oher
- Sandra Bullock (VF : Françoise Cadol, VQ : Hélène Mondoux) : Leigh Anne Tuohy
- Tim McGraw (VF : Xavier Fagnon, VQ : Sylvain Hétu) : Sean Tuohy
- Lily Collins (VF : Jessica Monceau et VQ : Romy Kraushaar-Hébert) : Collins Tuohy
- Kathy Bates (VF : Denise Metmer, VQ : Claudine Chatel) : Madame Sue
- Jae Head (VQ : Charles Sirard-Blouin) : Sean « S. J. » Tuohy, Jr.
- Ray McKinnon (VF : Éric Legrand et VQ : François Trudel) : Coach Cotton
- Adriane Lenox (VQ : Chantal Baril) : Denise Oher
- Paul Amadi (VF : Thierry D'Armor) : Steve Hamilton
- Rhoda Griffis (VF : Marie-Martine) : Beth
- Kim Dickens (VF : Barbara Tissier ; VQ : Mélanie Laberge) : Mme Boswell
- Catherine Dyer (en) (VF : Véronique Borgias et VQ : Élise Bertrand) : Mme Smith
- Andy Stahl (VQ : Jacques Lavallée) : Principal Sandstorm
- Omar Dorsay (VF : Frantz Confiac) : Big « Tony » Hamilton

Note : Le doublage français n'est utilisé que pour la télévision et les plateformes SVoD. Le DVD contient le doublage québécois.

## Production

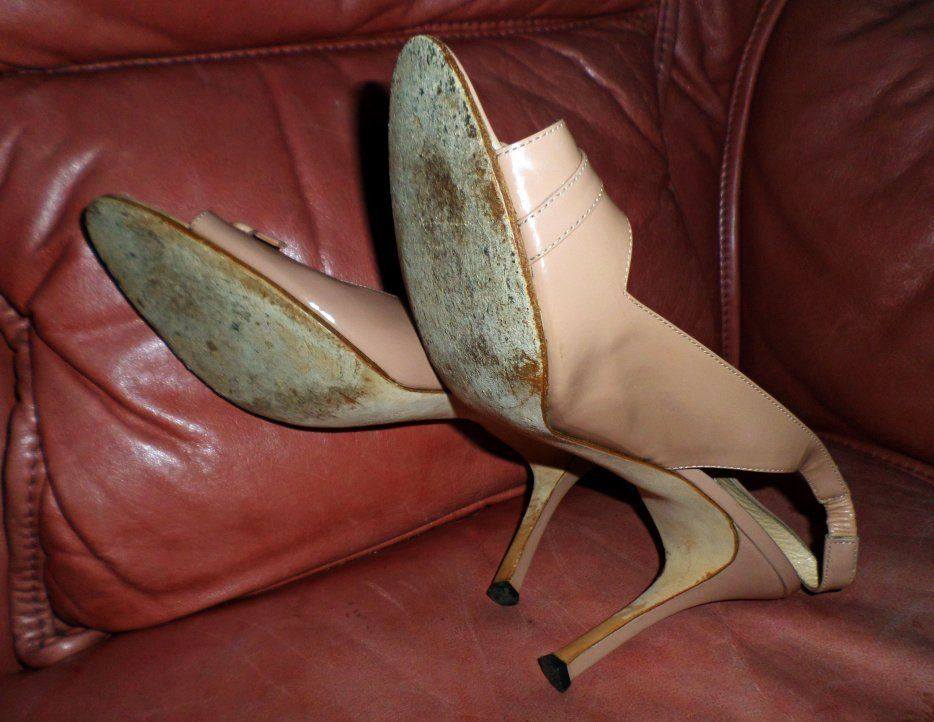
Chaussures portées par Sandra Bullock dans le film.

The Blind Side a été produit par Alcon Entertainment et distribué par Warner Bros. Le tournage des scènes de l'école a eu lieu à l'International School et aux Westminster Schools d'Atlanta, en Géorgie. De nombreux élèves de ces établissements jouent des rôles de figurants.
Le film est sorti le 17 novembre 2009 à New York et La Nouvelle-Orléans, le 20 novembre dans le reste des États-Unis et au Canada.
Julia Roberts devait jouer le rôle principal, mais comme ce fut le cas pour le film La Proposition (2009), Roberts a refusé. Selon Reuters, le budget de production du film est de 29 millions de dollars. Sandra Bullock, qui avait initialement refusé le rôle principal à trois reprises en raison de l'inconfort à dépeindre une fervente chrétienne, a été non seulement conquise, mais a également accepté une diminution de salaire et de son pourcentage sur les bénéfices.

## Box-office

### Box-office américain
Aux États-Unis, The Blind Side sort dans 3 110 cinémas lors de son premier week-end, le 20 novembre 2009. Il amasse alors 34 510 000 $, en seconde position derrière Twilight, chapitre II : Tentation. C'est le premier week-end le plus rentable de la carrière de Sandra Bullock. La moyenne par écran s'élève à 11 096 $. Dès son premier week-end, le film s'avère un succès financier, vu son budget de seulement 29 000 000 $. Il rapporte 9,5 millions supplémentaires en deuxième semaine, cumulant 60,125 millions de $ au 27 novembre 2009.
Le film connaît une rare progression lors de son deuxième week-end d'exploitation, avec un montant de recettes estimé à 40 millions de $, et une augmentation de 18 % , à partir du 27 novembre au 29 novembre 2009, portant son total à 100 250 000 $. Pour son troisième week-end, le film poursuit son accumulation de performances rares en atteignant la position de numéro un avec 20,4 millions de $ supplémentaires, après avoir passé les deux dernières fins de semaine à la deuxième place, pour un total de 128,8 millions de $, porté par un excellent bouche-à-oreille. Pour son quatrième week-end, il est passé au deuxième rang, avec une baisse de 23 % et un montant estimatif de 15,5 millions, pour un total de 150,2 millions de dollars aux États-Unis et au Canada au 13 décembre 2009.
Le film atteint 200 millions de dollars de recettes sur le marché domestique le 1er janvier 2010. C'est la première fois qu'un film dont la promotion s'organise autour du seul nom d'une actrice (Sandra Bullock) franchit le cap des 200 millions de dollars. The Blind Side est devenu le film de football américain et le film dramatique-sportif ayant engrangé le plus de recettes de tous les temps.
Il a terminé sa carrière dans les salles américaines le 4 juin 2010 (près de 7 mois après sa sortie), engrangeant un total de 255 959 475 dollars.

### Box-office mondial
Le film enregistre un total de 309 208 309 $ de recettes, dont plus de 80% sur le marché nord-américain.
Il n'est pas diffusé dans les salles françaises et sort directement en DVD le 2 juin 2010. The Blind Side connaît le même traitement dans plusieurs pays européens (Italie, Pologne, Russie, Pays-Bas, Hongrie et Suède).

## Distinctions
Le film a reçu de nombreuses récompenses et nominations pour la star principale du film, Sandra Bullock.

### Récompenses
- Oscar de la meilleure actrice[6]
- Critic's Choice Award : meilleure actrice, à égalité avec Meryl Streep[7]
- Golden Globe Awards : meilleure actrice dans un film dramatique[8]
- Screen Actors Guild Awards : meilleure actrice dans un premier rôle[9]
- People's Choice Awards : actrice favorite[10]

### Nominations
- Oscar du meilleur film[6]
- Washington D.C. Area Film Critics Association : meilleure actrice[11]